# Au Moulin-Rouge
 (août 2014).
Si vous disposez d'ouvrages ou d'articles de référence ou si vous connaissez des sites web de qualité traitant du thème abordé ici, merci de compléter l'article en donnant les références utiles à sa vérifiabilité et en les liant à la section « Notes et références ».
Au Moulin-Rouge est un tableau peint entre 1892 et 1895 par Henri de Toulouse-Lautrec. Il mesure 123 × 141 cm. Il est conservé à l'Art Institute of Chicago.

## Description

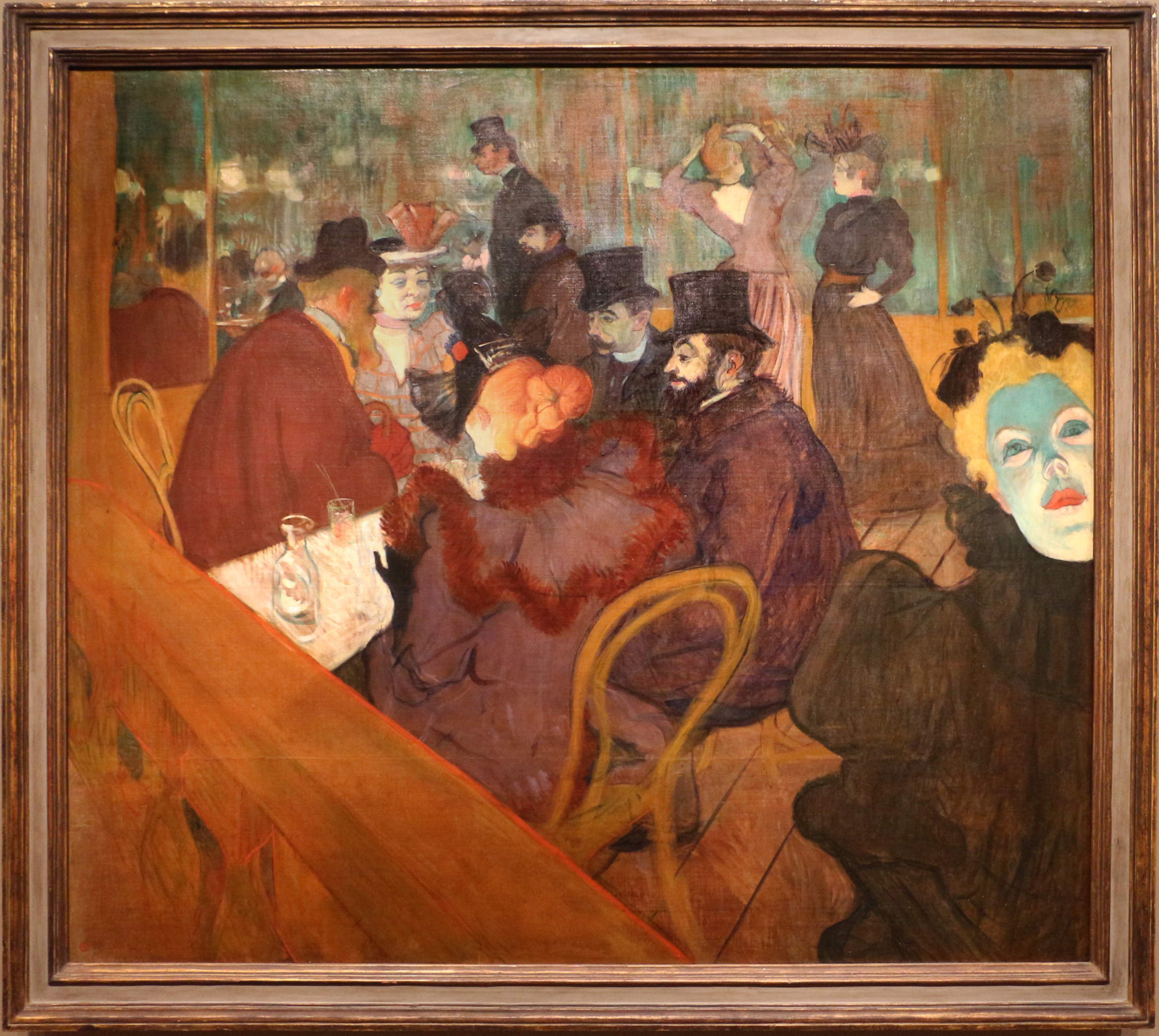
Le tableau dans son cadre à l'Art Institute of Chicago (photographie de 2016).

### Historique
Ce tableau représente des clients attablés au cabaret parisien du Moulin-Rouge, un des “points chauds” de la capitale très actif à l'époque, fréquenté assidûment par Toulouse-Lautrec et de nombreux autres artistes.
Henri de Toulouse-Lautrec s'est trouvé associé au Moulin-Rouge dès son ouverture en 1889 : d'ailleurs, le propriétaire de la légendaire boîte de nuit, Joseph Oller, avait acheté le tableau « Au cirque Fernando » (ou « L'Écuyère », 1888) de l’artiste pour décorer son appartement.
« À un moment donné, l'artiste ou son marchand a coupé la toile pour enlever [la figure, en bas à droite, de May] Milton, peut-être parce que son apparence étrange rendait l'œuvre difficile à vendre. Quelle qu'en soit la raison, en 1914, la coupe avait été rattachée au tableau ».

### Vue d'ensemble, composition, lumière
D’un format presque carré assez rare, la composition offre une vue en forte plongée sur l’intérieur du Moulin Rouge : « toute une scène est vue d’en haut et elle se renverse vers nous ».
Le premier plan, à gauche, est partiellement occulté par une large balustrade de couleur brun-jaune, qui détermine donc un avant-plan, structure la scène et positionne en surplomb le « regardeur » cher à Marcel Duchamp ou à Pierre Soulages. Le fait que le tableau soit « barré d’une balustrade qui coupe en diagonal l’angle inférieur du côté gauche donne ainsi la profondeur. Il est “replié” comme une carte de visite qu’on aurait cornée. [Dans le fond et] à droite, dans le reflet des glaces de la grande salle, se dissolvent les silhouettes des clients, dévorées par les lumières du premier établissement électrifié de Paris. Devant ces miroirs, des personnages [sont] tous portraiturés en habitués et [...] composent la société amicale de l’artiste ». 
La vivacité de l'éclairage artificiel, venant de plusieurs côtés à la fois, et rebondissant sur les visages blanchis par cette lumière, sur la rousseur des chevelures, les miroirs immenses, la blancheur de la nappe et le verre de la carafe, crée des éblouissements et des « étrangetés colorées », aussi des zones d'ombre s'approfondissant, lesquels brouillent le reflet des personnages dans la glace : « on dirait des puits de lumière » comme le dit le peintre Robert Combas. Et ces éclats, ces éblouissements, ces illusions d'optique sont comme une métaphore de l'ivresse d'un alcool qui coule à flots dans les nuits qui suivent le spectacle du célèbre cabaret. 

### Premier plan

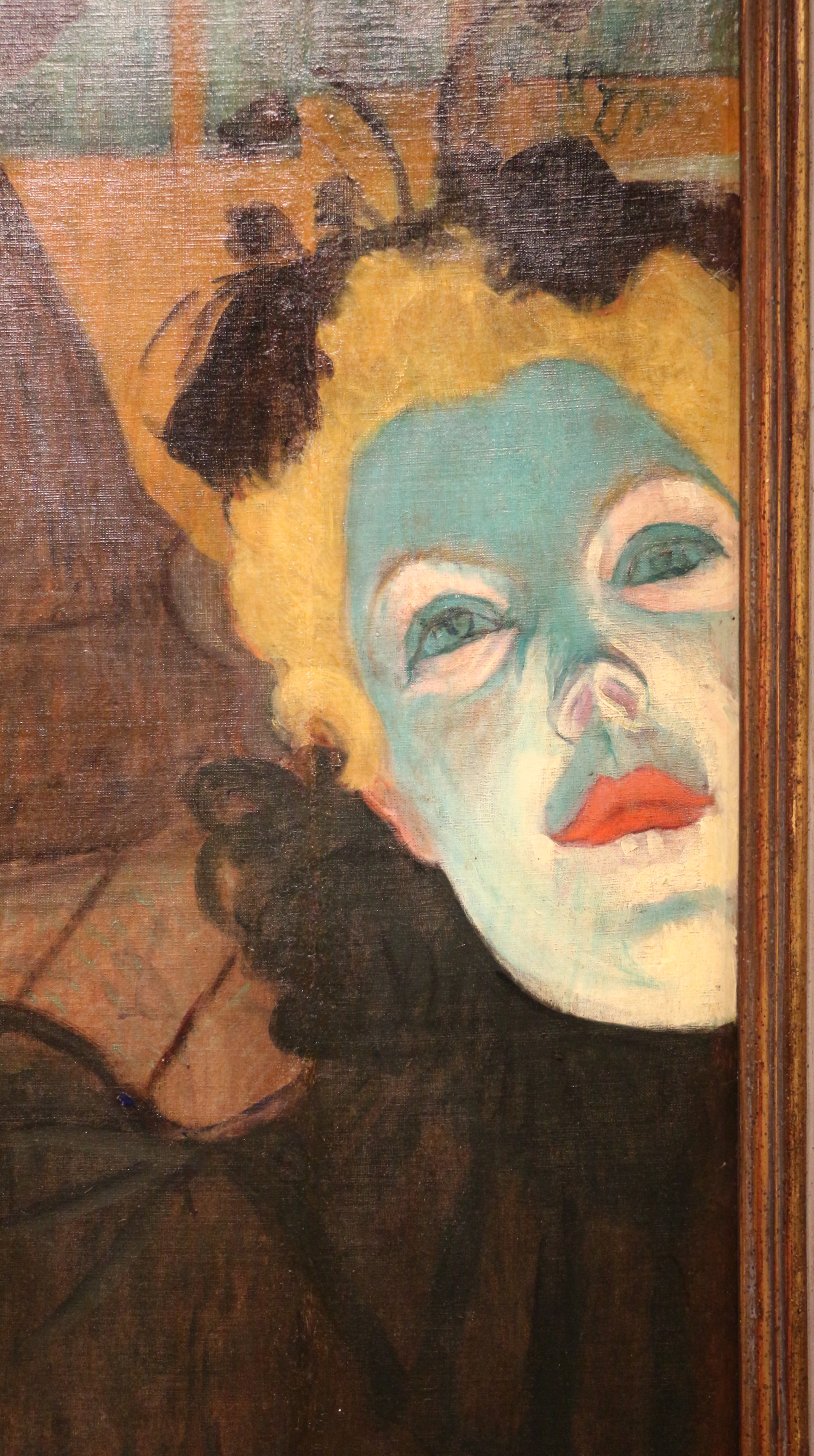
Détail

À droite, le spectateur est d'ailleurs d'emblée frappé par l’apparition — comme surgie en limite d'un hors-champ mystérieux, comme jouant à cache-cache derrière une porte ou une armoire — d’une figure féminine qui nous observe, dont la silhouette et même le visage sont coupés par le bord du tableau (ce qui représente encore un geste pictural audacieux à l'époque : le cadre intégré au narratif de la scène dépeinte et à la structure du tableau, comme un cache). La figure de la femme, blafarde, un peu fantomatique voire légèrement effrayante, aux ombres verdâtres, aux lèvres rouges et aux cheveux jaunes, fait effraction dans le cadre tel un masque saisissant. Sa pâleur et l'or de ses cheveux, le feu de son rouge à lèvre, contrastent avec la robe sombre qu’elle porte. 

L'historienne de l’art et conservatrice Isolde Pludermacher parle de l’impression forte que créé « ce visage vert coupé au premier plan, ce visage éclairé par en-dessous comme par les feux de la rampe... Il est tout vert comme s’il était imbibé  d’absinthe. C’est un visage entre le masque du théâtre et l’hallucination de l’alcool ». 
Selon le critique d'art et producteur de radio sur France Culture Jean de Loisy, le Moulin Rouge a en effet été le premier cabaret de Paris — et même le premier établissement recevant du public — à utiliser la lumière électrique : cet éclairage nouveau et insolite à l'époque, mêlé au fard très chargé du visage de la femme, crée un effet de lumière, de contraste et de couleur remarquable que n'a pas manqué de souligner fortement ici Toulouse-Lautrec, marquant ainsi une sensibilité étonnamment moderne de précurseur (du fauvisme par exemple, voire du pop'art selon Robert Combas) : 

« Au premier plan, à l’extrême droite, apparaît un visage incroyable — un visage ou plutôt un masque tant le maquillage souligné par les effets électriques accentue les contrastes. C’est May Milton, la danseuse anglaise. ».

— Jean de Loisy, "Au Moulin Rouge" d'Henri de Toulouse-Lautrec (1892-1895), émission « L'Art est la matière » du 14/04/2024 sur France Culture. 
 Cette danseuse (et chanteuse) anglaise très maquillée (au sortir de scène probablement) et à la chevelure blonde, était venue se produire sans grand succès à Paris en 1895, et l’artiste s’en était entiché, lui consacrant une affiche.

### Groupe central

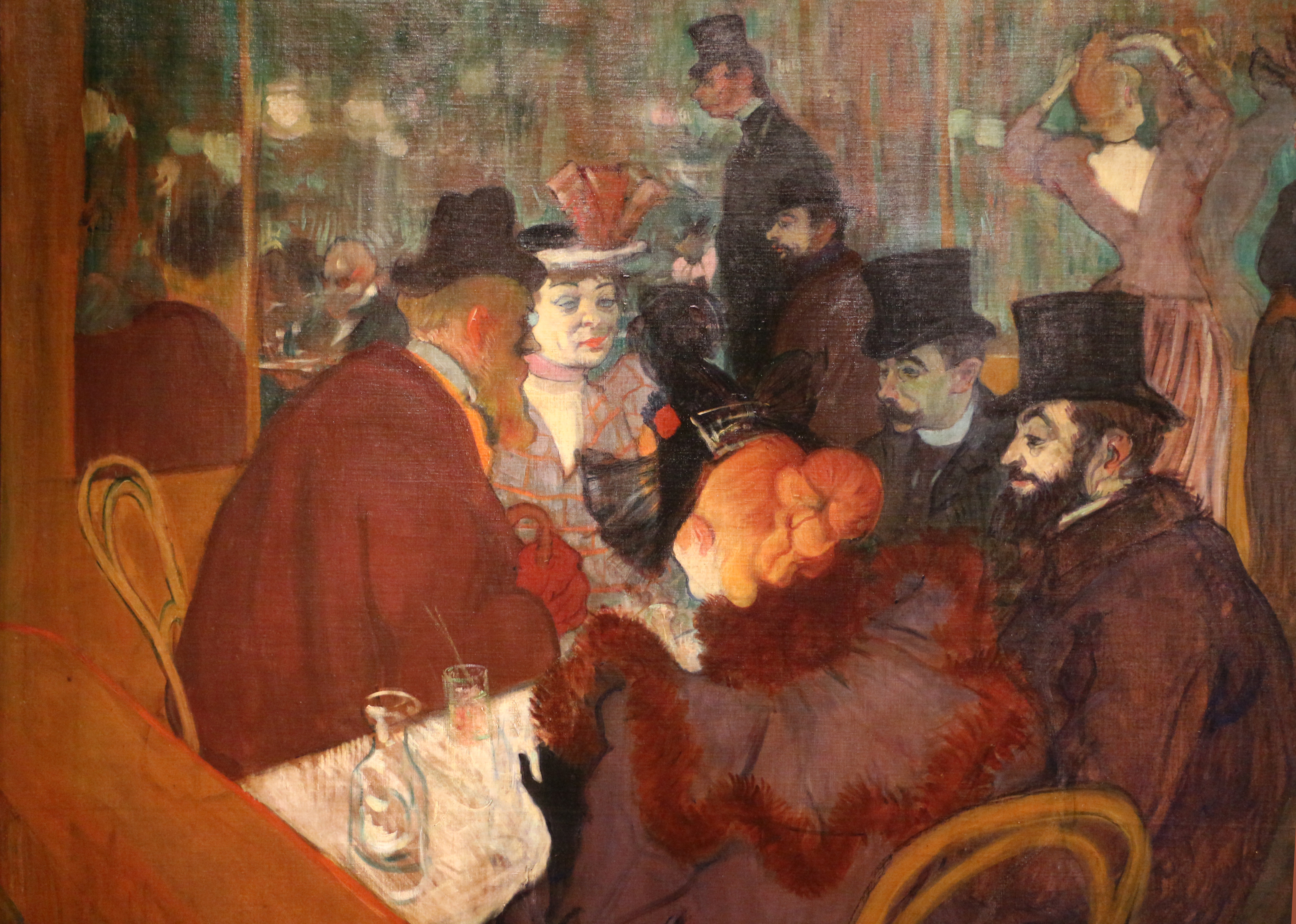
(Détail) : le groupe central des amis de Toulouse-Lautrec attablés, avec en arrière-plan le peintre lui-même, son cousin, et une autre danseuse célèbre du Moulin-Rouge : la Goulue.

Derrière elle, dans le groupe central, des personnages sont assis autour d’une table : trois hommes et deux autres femmes qui attirent aussi l’attention parce qu'elles apportent encore à la scène couleur et lumière. Tous les cinq sont des amis de l'artiste : « les trois hommes en chapeau [sont] Edouard Dujardin, le critique musical [à gauche, barbe blonde], Paul Sescau, le photographe [entre les deux, portant moustache] et Maurice Guibert, le négociant en champagne [à droite, moustache et barbe brunes] ». Pour ce qui est des deux femmes l’une, représentée de dos et vêtue d’une robe à collerette fourrurée, frappe par son éclatante chevelure rousse au chignon raffiné et complexe : c’est Jane Avril, danseuse au Moulin Rouge, une grande amie de Toulouse-Lautrec dont elle est l’égérie. Sa silhouette mince et élégante, coiffée d’un grand chapeau à plumes, se retrouve dans de nombreuses œuvres du peintre, tableaux, affiches, lithographies.

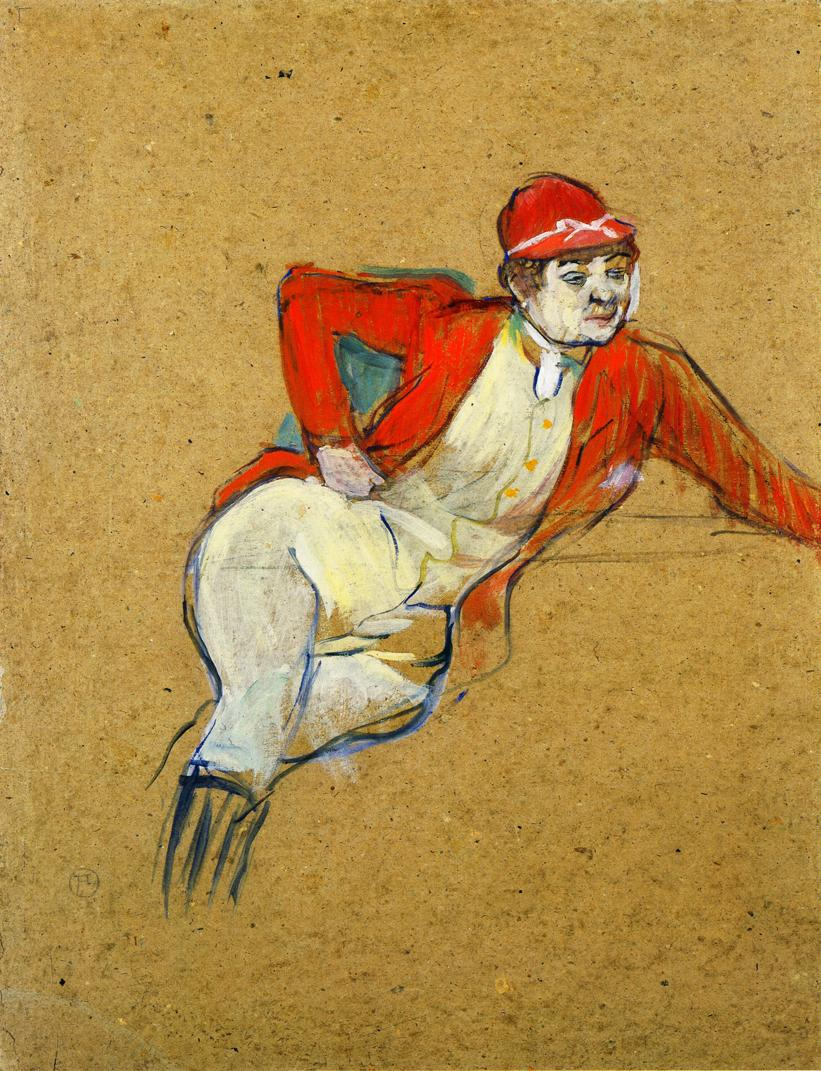
Toulouse-Lautrec représentera encore la danseuse de flamenco Juana la Macarrona « en costume de jockey » en 1893.

L’autre femme, de face, porte une robe à carreaux. Son visage rond et pâle, fortement éclairé, est détaillé très précisément : il s'agit de la Macarrona, une célèbre danseuse de flamenco espagnole qui connaît un grand succès au Moulin Rouge, où elle fait la connaissance de Toulouse-Lautrec. Celui-ci la représentera d’ailleurs aussi en costume de jockey dans un dessin en 1893.

### Arrière-plan
Derrière ces six personnages principaux (May Milton et puis les cinq attablés), « les silhouettes presque caricaturées, ce sont Toulouse-Lautrec, qui se représente lui-même sans se flatter, et son cousin [médecin] Gabriel Tapié de Céleyran, grand, démesuré », par contraste avec la petite taille du célèbre “nabot génial” qui en paraît d'autant plus “nanifié”. Il se montre en cela fidèle à sa position habituelle, soit la crudité d'un réalisme sans embellissement “pictural”, qui confine parfois en effet à la caricature (limite non franchie, cependant, et sans but polémique, si ce n'est d'autodérision comme ici) ; réalisme qu'on retrouve dans la plupart de ses tableaux, mais non sans aspects hallucinatoires parfois, comme pour le “masque” du premier plan. 
A l’arrière-plan aussi mais un peu plus sur la droite, on reconnaît aisément La Goulue, à sa blondeur et à son chignon haut, dans la jeune femme qui se recoiffe devant le miroir. Au début des années 1890, Louise Weber, dite La Goulue, est « la reine du French cancan » : elle est la grande vedette du Moulin Rouge, où sa sensualité fait merveille dans des danses débridées expressives et bruyantes comme le cancan ou le chahut. Comme Jane Avril, c’est une amie et une muse de Toulouse-Lautrec, qui la représente à de nombreuses reprises. Elle quitte le cabaret en 1895 pour entamer une carrière en solo. 
Une femme au lourd visage un peu caricatural l’accompagne ; il s’agit de sa maîtresse, la Môme Fromage, une autre danseuse du Moulin Rouge.